# Chlorotettix lusoria
Chlorotettix lusoria är en insektsart som beskrevs av Henry Fairfield Osborn och Ball 1897. Chlorotettix lusoria ingår i släktet Chlorotettix och familjen dvärgstritar. Inga underarter finns listade i Catalogue of Life.